# Leptasterias derbeki
Leptasterias derbeki är en sjöstjärneart som beskrevs av Alexander Michailovitsch Djakonov 1938. Leptasterias derbeki ingår i släktet Leptasterias och familjen trollsjöstjärnor.

## Underarter
Arten delas in i följande underarter:
- L. d. derbeki
- L. d. tatarica